# Cassandro the Exotico !
Pour plus de détails, voir Fiche technique et Distribution.
Cassandro the Exotico ! est un documentaire français réalisé par Marie Losier et sorti en 2018.

## Fiche technique
- Titre : Cassandro the Exotico !
- Réalisation : Marie Losier
- Scénario : Antoine Barraud et Marie Losier
- Photographie : Marie Losier
- Son : Marie Losier et Gilles Bernardeau
- Montage : Aël Dallier Vega
- Production : Tamara Films - Tu vas voir Productions
- Distribution : Urban Distribution
- Pays d'origine :  France
- Genre : documentaire
- Durée : 73 minutes
- Dates de sortie :
  - mai 2018 : (présentation au Festival de Cannes - Programmation de l'ACID)[1],[2]
  - 5 décembre 2018 (sortie nationale)

## Distribution
- Cassandro

## Distinctions

### Récompenses
- Prix SIGNIS au Festival international du film de Mar del Plata 2018
- Prix du jury au Rencontres Cinématographiques In&Out 2018

### Sélections
- Festival de Cannes 2021 (programmation de l'ACID)
- Festival du nouveau cinéma de Montréal 2018
- Festival international du film francophone de Tübingen 2018